# On to Victory
On to Victory è il nono album degli Humble Pie, pubblicato dalla Atco Records nel febbraio del 1980.

## Tracce
1. Fool for a Pretty Face – 4:12
2. You Soppy Pratt – 4:08
3. Infatuation – 3:45
4. take It from Here – 3:39
5. Savin It – 4:41
6. Baby Don't You Do It – 3:25
7. Get It in the End – 2:41
8. My Lover's Player – 4:02
9. Further Down the Road – 4:29
10. Over You – 2:29

## Formazione

### Ufficiale
- Steve Marriott - guitar, harmonica, keyboards, vocals
- Bobby Tench - guitar, vocals
- Anthony "Sooty" Jones - bass, vocals
- Jerry Shirley - drums